# Kołodziszcze (stacja kolejowa)
Kołodziszcze (biał. Калодзішчы, ros. Колодищи) – stacja kolejowa w miejscowości Kołodziszcze, w rejonie mińskim, w obwodzie mińskim, na Białorusi. Leży na linii Moskwa - Mińsk - Brześć.

## Historia
Stacja powstała w XIX w. na drodze żelaznej moskiewsko-brzeskiej pomiędzy stacjami Wittgenstein i Mińsk.